# Sourabh Vij
Sourabh Vij (* 14. Juni 1987) ist ein indischer Leichtathlet, der sich auf das Kugelstoßen spezialisiert hat.

## Sportliche Laufbahn
Erste internationale Erfahrungen sammelte Sourabh Vij im Jahr 2004, als er bei den Commonwealth Youth Games in Bendigo mit einer Weite von 18,45 m die Goldmedaille mit der 6-kg-Kugel gewann. 2006 belegte er bei den Hallenasienmeisterschaften in Pattaya mit 16,88 m den vierten Platz und gewann bei den Juniorenasienmeisterschaften in Macau mit 19,62 m die Silbermedaille, ehe er bei den Juniorenweltmeisterschaften in Peking mit 19,75 m den siebten Platz belegte. Anschließend nahm er an den Südasienspielen in Colombo teil und siegte dort mit einer Weite von 17,43 m. 2007 erreichte er bei den Asienmeisterschaften in Amman mit 17,49 m Rang sechs und wurde anschließend bei der Sommer-Universiade in Bangkok mit 17,96 m Zwölfter. Anfang November klassierte er sich bei den Hallenasienspielen in Macau mit 16,75 m auf dem neunten Platz. Auch bei 2009 in Guangzhou stattfindenden Asienmeisterschaften belegte er mit 18,09 m den neunten Platz und wurde kurz zuvor bei den Hallenasienspielen in Hanoi mit 18,38 m Fünfter, wie auch bei den Hallenasienmeisterschaften in Teheran im Jahr 2010 mit 17,22 m. Er startete anschließend bei den Commonwealth Games und den Asienspielen und 2011 erneut bei den Asienmeisterschaften, 2012 wurde er aber rückwirkend auf die verbotene Substanz Methylhexanamin getestet und seine Resultate von 2010 bis 2012 gestrichen und Vij für vier Jahre bis 2016 gesperrt.
2010 wurde Vij indischer Meister im Kugelstoßen.

## Persönliche Bestleistungen
- Kugelstoßen: 20,65 m, 22. Juli 2010 in Neu-Delhi
  - Kugelstoßen (Halle): 18,38 m, 2. November 2009 in Hanoi